# Relações entre Brasil e Itália
As relações entre Brasil e Itália são as relações diplomáticas entre a República Federativa do Brasil e a República Italiana. O Brasil mantém uma embaixada e um consulado-geral em Roma, a Itália mantém uma embaixada em Brasília e um consulado-geral em Curitiba.

## Comércio
As fontes de comércio entre Brasil e Itália são muito amplas, mas as principais fontes são: pasta química de madeira, minérios de ferro, café torrado em grão, soja e couros de bovinos.

## Momento Itália-Brasil

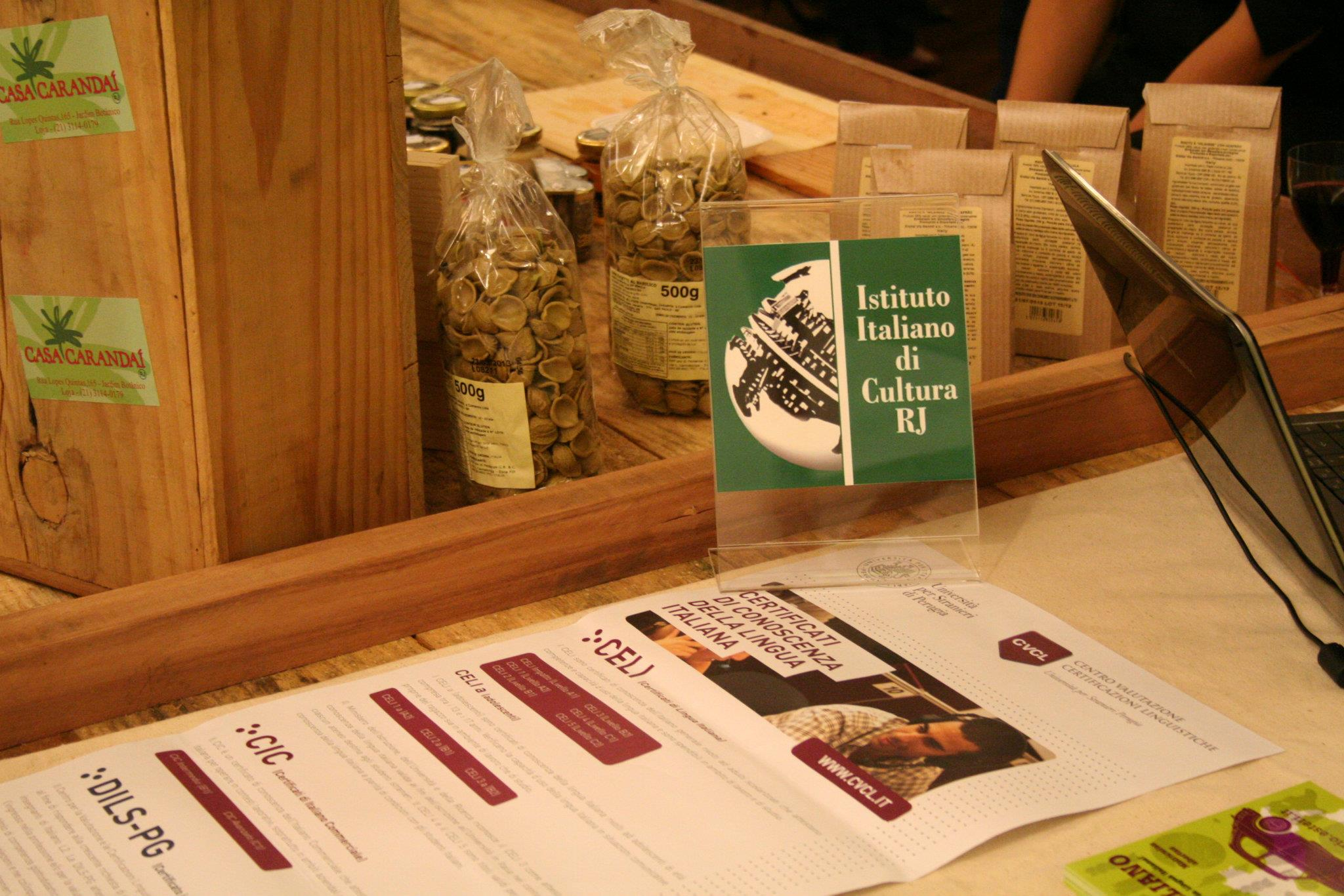
Itália! Festival de Cultura e Gastronomia, em abril de 2012

O Momento Italia Brasil foi uma iniciativa realizada pelo governo dos dois países, com o objetivo de trazer um maior aprimoramento das relações entre os dois povos nos setores: econômico-comercial, tecnológico, científico, cultural e educacional.
Mais de 470 projetos foram aprovados para a programação oficial, permitindo a realização de eventos por todo território Brasileiro de shows, feiras gastronômicas, exposições, ciclos de cinema, festivais, concertos, seminários que deram ao público brasileiro o privilégio de experimentar de perto todas manifestações artísticas da Itália.
Os projetos que foram aprovados incluiu a realização do evento gastronômico Itália! Festival de Cultura e Gastronomia, que levou para dentro do Shoping Leblon, os melhores fabricantes e produtores e vinhos e alimentos italianos, onde contou também com a apresentação ao vivo de canto lírico e apresentações teatrais.
O show Mediterralia realizado no Consulado Geral da Italia no Rio de Janeiro mesclou as atuais influências da música italiana no Brasil, com a inclusão da mistura dos sons Jazz, Samba, Pop, Rock, Eletrônica, e da Bossa Nova.
O Momento Italia-Brasil também contou com o patrocínio da empresa Telecom Italia Mobile (TIM) com a realização do espetáculo intitulado " Ensaio Sobre a Beleza" produzida pelo artista italiano Valerio Festi que trouxe para São Paulo a 18º edição do consagrado Festival de percussão PercPan – Panorama Percussivo Mundial.
A atriz Christiane Torlonii foi a madrinha oficial do evento que firmou a amizade entre a Italia e o Brasil.
Os objetivos foram:
- Promover as relações culturais, sociais e comerciais, entre Itália e Brasil.
- Consolidar os sentimentos de simpatia, respeito e afinidade incluídos em grandes setores da população Brasileira.
- Envolver 30 milhões de descendentes de italianos
- Dar uma maior atenção entre aos jovens e mulheres.
- Reforçar no Brasil o interesse pela Itália, parceiro político econômico de crescente importância.
- Desenvolver mais fluxo de turismo entre os dois países.

### Declaração Conjunta Itália-Brasil
Adotada em São Paulo, 29 de Junho de 2010, pelos chefes de Governo do Brasil e da Itália (na época), o presidente Lula e presidente do conselho dos ministros Berlusconi.
No documento foi estabelecido que o segundo semestre de 2011 e o primeiro semestre de 2012 seria destinado ao “Momento Itália-Brasil”, com o intuito de promover relações culturais, sociais e comerciais entre os dois países, além de valorizar o trabalho dos imigrantes italianos que muito contribuíram no desenvolvimento do país.